# HD 54224
HD 54224，又名CD-26 3880，SAO 172989、HR 2688，是一颗恒星，视星等为6.62，位于銀經238.52，銀緯-8.66，其B1900.0坐标为赤經7h 2m 56.8s，赤緯-26° -8.66′ 4″。